# Iconicità
L'iconicità è la proprietà che le diverse parti del linguaggio possiedono di raffigurare come un'immagine i valori semantici, cioè i significati, che veicolano. In questo senso, l'iconicità si contrappone all'arbitrarietà del segno linguistico (che invece produce un senso per convenzione, senza instaurare un rapporto "trasparente" tra il piano dell'espressione e quello del contenuto). Tutti i livelli del linguaggio sono suscettibili di essere interpretati sotto il profilo della loro iconicità. Si può parlare perciò di iconicità fonologica, morfologica, sintattica e testuale.

## Tipologie

### Iconicità fonologica
L'iconicità fonologica concerne la capacità dei suoni linguistici di partecipare alla raffigurazione dei significati che esprimono. Per esempio ruvido e liscio si oppongono come una consonante vibrante [r] (caratterizzata da un'articolazione e da uno spettro acustico interrotti) a una consonante laterale [l] (caratterizzata da un'articolazione e da uno spettro continui) e, inoltre, come una consonante occlusiva [d] (che interrompe il flusso dell'aria) a una consonante fricativa [ʃ] (che non lo interrompe). L'iconicità fonologica prende anche il nome di fonosimbolismo e costituisce l'oggetto di studio della fonosemantica. La massima iconicità si ha nelle onomatopee.

### Iconicità morfologica
L'iconicità morfologica concerne la capacità degli elementi morfologici di partecipare alla raffigurazione dei significati che esprimono. Per esempio, nella maggior parte delle lingue, il grado superlativo dell'aggettivo è in genere più lungo del grado semplice (grandissimo vs grande) e le forme del plurale sono in genere più lunghe delle forme del singolare (uomini vs uomo ed abbiamo vs ho). Iconicità ancor più evidente si ha quando il plurale si forma mediante un raddoppiamento (fenomeno questo diffuso in molte lingue del mondo), per esempio sumerico udu "pecora" vs. udu-udu "pecore". 

### Iconicità sintattica
L'iconicità sintattica concerne la capacità della struttura della frase di partecipare alla raffigurazione dei significati che esprime. Per esempio, nella celebre frase di Cesare Veni, vidi, vici ("Venni, vidi, vinsi") l'ordine dei tre verbi raffigura la sequenza temporale dell'azione (prima venni, poi vidi, infine vinsi). Naturalmente il linguaggio permette anche di emanciparsi da quest'ordine (ad esempio: "Vinsi dopo esser venuto e aver visto"), ma non c'è dubbio che l'efficacia e la naturalezza dell'espressione ne risentano.

### Iconicità testuale
L'iconicità testuale concerne la capacità del testo e delle sue parti di partecipare alla raffigurazione dei significati che esprimono. Per esempio, nel presente testo, la divisione in quattro paragrafi raffigura il fatto che sono trattati quattro tipi di iconicità. Un libro di 100 pagine lascia prevedere un tipo di trattazione diversa da quella di un libro di 1000 pagine. Un'opera di ventiquattro volumi in-4° non contiene, in genere, romanzi rosa o racconti per ragazzi.